# Voltaire
François-Marie Arouet (francês: [fʁɑ̃swa maʁi aʁwɛ]; 21 de novembro de 1694 — 30 de maio de 1778) foi um escritor, historiador e filósofo iluminista francês. Conhecido por seu pseudônimo M. de Voltaire, (francês: [vɔltɛːʁ]), ele era famoso por sua sagacidade e suas críticas ao cristianismo — especialmente à Igreja Católica Romana — e à escravidão. Voltaire defendia a liberdade de expressão, liberdade de religião e separação entre igreja e estado.
Voltaire foi um escritor versátil e prolífico, produzindo obras em quase todas as formas literárias, incluindo peças de teatro, poemas, romances, ensaios, histórias e exposições científicas. Ele escreveu mais de vinte mil cartas e dois mil livros e panfletos. Voltaire foi um dos primeiros autores a se tornar conhecido e comercialmente bem-sucedido internacionalmente. Ele era um defensor declarado das liberdades civis e estava em constante risco com as rígidas leis de censura da monarquia católica francesa. Suas polêmicas satirizavam a intolerância, o dogma religioso e as instituições francesas de sua época. Sua obra mais conhecida e magnum opus, Cândido, ou O Otimismo, é uma novela que comenta, critica e ridiculariza muitos eventos, pensadores e filosofias de seu tempo.

## Primeiros anos
François-Marie Arouet nasceu em Paris, o caçula dos cinco filhos de François Arouet (1649–1722), um advogado que era funcionário do tesouro menor, e sua esposa, Marie Marguerite Daumard (c. 1660–1701), cuja família estava no posto mais baixo da nobreza francesa. Algumas especulações cercam a data de nascimento de Voltaire, porque ele afirmou ter nascido em 20 de fevereiro de 1694 como filho ilegítimo de um nobre, Guérin de Roquebrune. Dois de seus irmãos mais velhos — Armand-François e Robert — morreram na infância, e seu irmão sobrevivente Armand e sua irmã Marguerite-Catherine eram nove e sete anos mais velhos, respectivamente. Apelidado de "Zozo" por sua família, Voltaire foi batizado em 22 de novembro de 1694, com François de Castagnère, abade de Châteauneuf, e Marie Daumard, esposa do primo de sua mãe, como padrinhos. Ele foi educado pelos jesuítas no Collège Louis-le-Grand (1704–1711), onde aprendeu latim, teologia e retórica; posteriormente, ele se tornou fluente em italiano, castelhano e inglês.
Quando deixou a escola, Voltaire decidiu que queria ser escritor, contra a vontade de seu pai, que queria que ele se tornasse advogado. Voltaire, fingindo trabalhar em Paris como assistente de um notário, passou grande parte de seu tempo escrevendo poesia. Quando seu pai descobriu, mandou Voltaire estudar Direito, desta vez em Caen, na Normandia. Mas o jovem continuou a escrever, produzindo ensaios e estudos históricos. A inteligência de Voltaire o tornou popular entre algumas das famílias aristocráticas com as quais ele se misturou. Em 1713, seu pai conseguiu para ele um emprego como secretário do novo embaixador da França na Holanda, o marquês de Châteauneuf, irmão do padrinho de Voltaire. Em Haia, Voltaire se apaixonou por uma refugiada protestante francesa chamada Catherine Olympe Dunoyer (conhecida como 'Pimpette'). O caso deles, considerado escandaloso, foi descoberto por de Châteauneuf e Voltaire foi forçado a retornar à França no final do ano.

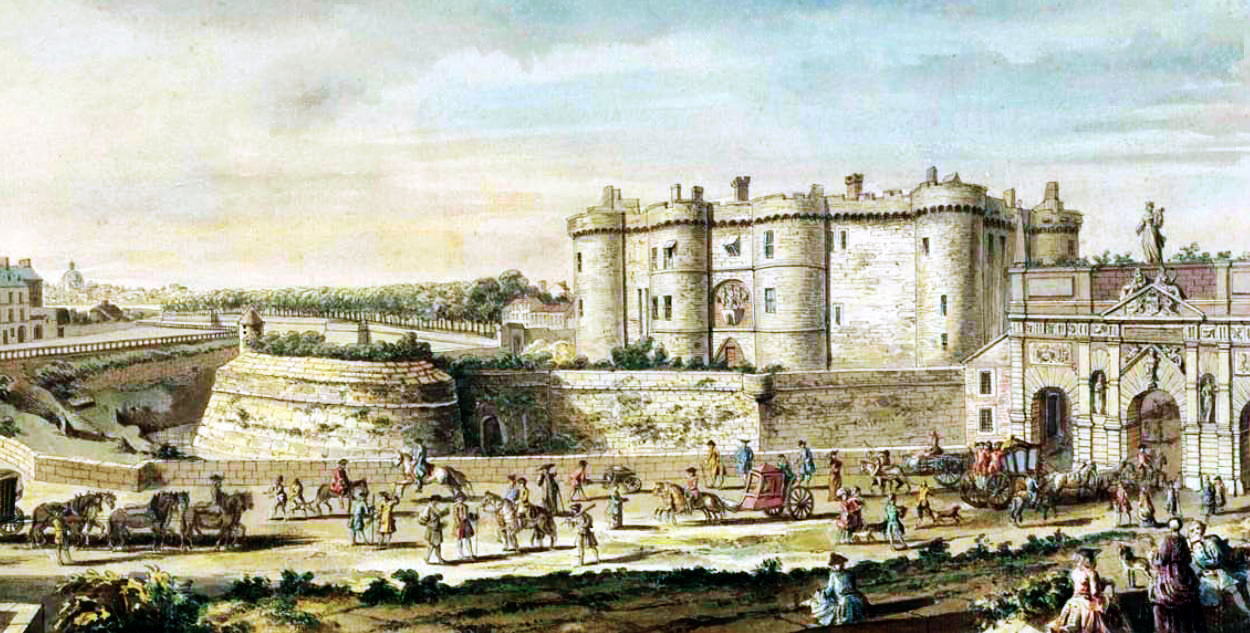
Voltaire foi preso na Bastilha de 16 de maio de 1717 a 15 de abril de 1718 em uma cela sem janelas com paredes de três metros de espessura.

A maior parte do início da vida de Voltaire girou em torno de Paris. Desde cedo, Voltaire teve problemas com as autoridades por críticas ao governo. Como resultado, ele foi duas vezes condenado à prisão e uma vez ao exílio temporário na Inglaterra. Um verso satírico, no qual Voltaire acusou o regente de incesto com sua filha, resultou em uma prisão de onze meses na Bastilha. A Comédie-Française concordou em janeiro de 1717 em encenar sua peça de estreia, Œdipe, e estreou em meados de novembro de 1718, sete meses após sua libertação. Seu sucesso crítico e financeiro imediato estabeleceu sua reputação. Tanto o regente quanto o rei Jorge I da Grã-Bretanha presenteou Voltaire com medalhas como marca de sua apreciação.
Ele defendeu principalmente a tolerância religiosa e a liberdade de pensamento. Ele fez campanha para erradicar a autoridade sacerdotal e aristomonárquica e apoiou uma monarquia constitucional que protege os direitos das pessoas.
Arouet adotou o nome Voltaire em 1718, após sua prisão na Bastilha. Sua origem é incerta. É um anagrama de AROVET LI, a grafia latinizada de seu sobrenome, Arouet, e as letras iniciais de le jeune ("o jovem"). De acordo com uma tradição familiar entre os descendentes de sua irmã, ele era conhecido como le petit volontaire ("coisinha determinada") quando criança, e ressuscitou uma variante do nome em sua vida adulta. O nome também inverte as sílabas de Airvault, cidade natal de sua família na região de Poitou.
Richard Holmes apoia a derivação anagramática do nome, mas acrescenta que um escritor como Voltaire pretendia que também transmitisse conotações de velocidade e ousadia. Estes vêm de associações com palavras como voltige (acrobacia em um trapézio ou cavalo), volte-face (um giro para enfrentar os inimigos) e volatile (originalmente, qualquer criatura alada). "Arouet" não era um nome nobre adequado para sua reputação crescente, especialmente devido à ressonância desse nome com à rouer ("ser espancado") e roué (um débauché).
Em uma carta a Jean-Baptiste Rousseau em março de 1719, Voltaire conclui pedindo que, se Rousseau desejasse enviar-lhe uma carta de retorno, o fizesse endereçando-a a Monsieur de Voltaire. Um pós-escrito explica: "J'ai été si malheureux sous le nom d'Arouet que j'en ai pris un autre surtout pour n'être plus confondu avec le poète Roi", ("Fiquei tão infeliz sob o nome de Arouet que tomei outro, principalmente para deixar de ser confundido com o poeta Roi.") Isso provavelmente se refere a Adenes le Roi, e o ditongo 'oi' foi então pronunciado como 'ouai' moderno, então a semelhança com 'Arouet' é clara e, portanto, poderia muito bem ter sido parte de seu raciocínio. Voltaire também é conhecido por ter usado pelo menos 178 pseudônimos diferentes durante sua vida.

## Carreira
Replicando seus opositores com o conto Cândido (1759), refugiou-se em seguida em Ferney que em sua honra se passou a chamar Ferney-Voltaire.
Prosseguiu sua obra escrevendo tragédias (Tancredo, 1760), contos filosóficos dirigidos contra os aproveitadores (Jeannot e Colin, 1764), os abusos políticos (O ingênuo, 1767), a corrupção e a desigualdade das riquezas (O Homem de Quarenta Escudos, 1768), denunciou o fanatismo clerical e as deficiências da justiça, celebrou o triunfo da razão (Tratado sobre a tolerância, 1763; Dicionário Filosófico, 1764).
Iniciado maçom no dia 7 de abril de 1778, mesmo ano de sua morte, na Loja Les Neuf Sœurs, Paris, ingressando no Templo apoiado no braço de Benjamin Franklin, embaixador dos EUA na França na época. A sessão foi dirigida pelo Venerável Mestre Lalande na presença de 250 irmãos. O Venerável Ancião foi revestido com o avental que pertenceu a Helvétius e que fora cedido para a ocasião pela sua viúva.
Chamado a Paris em 1778, foi recebido em triunfo pela Academia e pela Comédie-Française, onde lhe ofereceram um busto. Esgotado, morreu a 30 de maio de 1778.
Voltaire não foi um teórico sistemático, mas um propagandista e polemista, que atacou com veemência alguns abusos praticados pelo Antigo Regime. Tinha a visão de que não importava o tamanho de um monarca, deveria, antes de punir um servo, passar por todos os processos legais, e só então executar a pena, se assim consentido por lei. Se um príncipe simplesmente punisse e regesse de acordo com o seu bem-estar, seria apenas mais um "salteador de estrada ao qual se chama de 'Sua Majestade'".
As ideias presentes nos escritos de Voltaire estruturam uma teoria coerente, mas por vezes contraditória, que em muitos aspectos expressa a perspectiva do Iluminismo.
Defendia a submissão ao domínio da lei, baseava-se em sua convicção de que o poder devia ser exercido de maneira liberal e racional, sem levar em conta as tradições.
Por ter convivido com a liberdade inglesa, não acreditava que um governo e um Estado liberais, tolerantes fossem utópicos. Não era um democrata, e acreditava que as pessoas comuns estavam curvadas ao fanatismo e à superstição. Para ele, a sociedade deveria ser reformada mediante o progresso da razão e o incentivo à ciência e tecnologia. Assim, Voltaire transformou-se num perseguidor ácido dos dogmas, sobretudo os da Igreja Católica, que afirmava contradizer a ciência, no entanto, muitos dos cientistas de seu tempo eram padres jesuítas.

Sobre essa postura, o catedrático de filosofia Carlos Valverde escreve um surpreendente artigo, no qual documenta uma suposta mudança de comportamento do filósofo francês em relação à fé cristã, registrada no tomo XII da famosa revista francesa Correpondance Littérairer, Philosophique et Critique (1753–1793). Tal texto traz, no número de abril de 1778, páginas 87-88, o seguinte relato literal de Voltaire:
"Eu, o que escreve, declaro que havendo sofrido um vômito de sangue faz quatro dias, na idade de oitenta e quatro anos e não havendo podido ir à igreja, o pároco de São Suplício quis de bom grado me enviar a M. Gautier, sacerdote. Eu me confessei com ele, se Deus me perdoava, morro na Santa Religião Católica em que nasci esperando a misericórdia divina que se dignará a perdoar todas minhas faltas, e que se tenho escandalizado a Igreja, peço perdão a Deus e a ela. Assinado: Voltaire, 2 de março de 1778 na casa do marqués de Villete, na presença do senhor abade Mignot, meu sobrinho e do senhor marqués de Villevielle. Meu amigo".
Este relato foi reconhecido como autêntico por alguns, pois seria confirmado por outros documentos que se encontram no número de junho da mesma revista, esta de cunho laico, decerto, uma vez que editada por Grimm, Diderot e outros enciclopedistas. Já outros questionam a necessidade de alguém que já acredita em Deus ter que se converter a uma religião específica, como o catolicismo. No caso de Voltaire não teria ocorrido reconversão.

## Voltaire e suas visões filosóficas sobre as religiões
Como outros pensadores-chave do Iluminismo, Voltaire era deísta. Ele desafiava a ortodoxia perguntando: "O que é fé? É acreditar naquilo que é evidente? Não. É perfeitamente evidente para minha mente que existe um ser necessário, eterno, supremo e inteligente. Isso não é questão de fé, mas de razão."
Em um ensaio de 1763, Voltaire apoiava a tolerância de outras religiões e etnias: "Não é necessário grande arte, ou eloquência magnificamente treinada, para provar que os cristãos devem tolerar uns aos outros. Eu, no entanto, vou além: digo que devemos considerar todos os homens como nossos irmãos. O quê? O turco é meu irmão? O chinês é meu irmão? O judeu? O siameses? Sim, sem dúvida; não somos todos filhos do mesmo pai e criaturas do mesmo Deus?".
Em uma de suas várias denúncias aos sacerdotes de todas as seitas religiosas, Voltaire os descreve como aqueles que "se levantam de um leito incestuoso, fabricam cem versões de Deus, depois comem e bebem Deus, depois urinam e defecam Deus".

### Cristianismo
Historiadores descreveram a visão de Voltaire sobre a história do cristianismo como "propagandística". Seu Dicionário Filosófico é responsável pelo mito de que a Igreja primitiva tinha cinquenta evangelhos antes de estabelecer os quatro canônicos, além de propagar o mito de que o cânone do Novo Testamento foi decidido no Primeiro Concílio de Niceia. Voltaire é parcialmente responsável pela atribuição errônea da expressão Credo quia absurdum aos Padres da Igreja. Além disso, apesar da morte de Hipácia ser resultado de um motim (provavelmente cristão) durante uma disputa política na Alexandria do século IV, Voltaire promoveu a teoria de que ela foi despida e assassinada pelos seguidores do bispo Cirilo de Alexandria, concluindo que "quando se encontra uma mulher bela completamente nua, não é para massacrá-la". Voltaire utilizou este argumento para reforçar um de seus tratados anticatólicos. Em uma carta a Frederico II, datada de 5 de janeiro de 1767, ele escreveu sobre o cristianismo:
"La nôtre [religião] est sans contredit la plus ridicule, la plus absurde, et la plus sanguinaire qui ait jamais infecté le monde." ("A nossa [religião] é, sem dúvida, a mais ridícula, a mais absurda e a mais sanguinária que já infectou o mundo. Vossa Majestade prestaria um serviço eterno à raça humana ao extirpar essa infame superstição, não digo entre o populacho, que não é digno de ser esclarecido e que está apto a qualquer jugo; digo entre pessoas honestas, entre homens que pensam, entre aqueles que desejam pensar. […] Meu único arrependimento ao morrer é não poder ajudá-lo nesta nobre empreitada, a mais respeitável que a mente humana pode apontar.")
Em La Bible enfin expliquée, ele expressou a seguinte atitude em relação à leitura leiga da Bíblia:
*"É característico dos fanáticos que leem as escrituras sagradas dizer a si mesmos: Deus matou, então eu devo matar; Abraão mentiu, Jacó enganou, Raquel roubou: então eu devo roubar, enganar, mentir. Mas, miserável, você não é nem Raquel, nem Jacó, nem Abraão, nem Deus; você é apenas um louco, e os papas que proibiram a leitura da Bíblia foram extremamente sábios."
A opinião de Voltaire sobre a Bíblia era mista. Embora influenciado por obras socinianas como a Bibliotheca Fratrum Polonorum, a atitude cética de Voltaire em relação à Bíblia o separava de teólogos unitários como Fausto Socínio ou mesmo de escritores políticos-bíblicos como John Locke. Suas declarações sobre a religião também atraíram a ira dos jesuítas e, em particular, de Claude-Adrien Nonnotte. Isso não impediu sua prática religiosa, embora tenha lhe rendido má reputação em certos círculos religiosos. O profundamente cristão Wolfgang Amadeus Mozart escreveu a seu pai no ano da morte de Voltaire, dizendo: "O canalha Voltaire finalmente bateu as botas…". Mais tarde, foi dito que Voltaire influenciou Edward Gibbon ao afirmar que o cristianismo foi um dos fatores responsáveis pela queda do Império Romano em seu livro A História do Declínio e Queda do Império Romano:
"À medida que o cristianismo avança, desastres recaem sobre o império [romano] — as artes, a ciência, a literatura decaem — o barbarismo e todos os seus concomitantes revoltantes parecem ser as consequências de seu triunfo decisivo — e o leitor desprevenido é conduzido, com uma destreza incomparável, à conclusão desejada—o abominável maniqueísmo de Cândido, e, de fato, de todas as produções da escola histórica de Voltaire — isto é, que, em vez de ser uma visitação misericordiosa, benéfica e benevolente, a religião dos cristãos mais parece ser uma praga enviada ao homem pelo autor de todo o mal."
Embora Voltaire tenha sido altamente crítico da religião organizada, ele reconheceu o autossacrifício dos cristãos em certos aspectos. Ele escreveu: "Talvez não haja nada maior na terra do que o sacrifício da juventude e da beleza, muitas vezes de alta nobreza, feito pelo sexo feminino para trabalhar em hospitais para aliviar o sofrimento humano, cuja visão é tão repulsiva à nossa delicadeza. Povos separados da religião romana imitaram, mas imperfeitamente, essa caridade tão generosa." No entanto, segundo o historiador Daniel-Rops, o "ódio de Voltaire pela religião aumentou com o passar dos anos. O ataque, lançado inicialmente contra o clericalismo e a teocracia, culminou em um ataque furioso contra as Sagradas Escrituras, os dogmas da Igreja, e até mesmo contra a pessoa de Jesus Cristo, que [ele] agora retratava como um degenerado." O raciocínio de Voltaire pode ser resumido em sua famosa frase: "Aqueles que podem te fazer acreditar em absurdos podem te fazer cometer atrocidades."

### Judaísmo
Segundo o rabino ortodoxo Joseph Telushkin, a hostilidade mais significativa do Iluminismo contra o Judaísmo se manifestou em Voltaire. Trinta dos 118 artigos no seu Dicionário Filosófico tratavam de judeus ou do judaísmo, e esses artigos os descreviam de forma consistentemente negativa. Por exemplo, em seu Dicionário Filosófico, Voltaire escreveu sobre os judeus: "Em suma, encontramos neles apenas um povo ignorante e bárbaro, que por muito tempo uniu a avareza mais sórdida com a superstição mais detestável e o ódio mais invencível por todos os povos que os toleram e os enriquecem." Telushkin afirma que Voltaire não limitava seu ataque a aspectos do judaísmo que o cristianismo usava como base, deixando claro repetidamente que ele desprezava os judeus.
Por outro lado, o historiador Peter Gay, uma autoridade contemporânea sobre o Iluminismo, aponta para os comentários de Voltaire (por exemplo, que os judeus eram mais tolerantes que os cristãos) no Traité sur la tolérance, e conclui que "Voltaire atacava os judeus para atacar o cristianismo". Qualquer antissemitismo que Voltaire pudesse ter sentido, sugere Gay, derivava de experiências pessoais negativas.
O rabino conservador Arthur Hertzberg contesta a segunda sugestão de Gay, afirmando que ela é insustentável, uma vez que o próprio Voltaire negou sua validade ao comentar que "havia esquecido falências muito maiores causadas por cristãos". No entanto, estudos mais detalhados de Bertram Schwarzbach sobre as interações de Voltaire com judeus ao longo de sua vida concluíram que ele era anti-bíblico, e não antissemita. Suas críticas aos judeus e suas "superstições" não diferiam essencialmente de suas críticas aos cristãos.
Voltaire disse dos judeus que eles "superaram todas as nações em fábulas impertinentes, em má conduta e em barbarismo. Vocês merecem ser punidos, pois esse é o seu destino." Ele também afirmou: "Eles nascem todos com um fanatismo ardente em seus corações, assim como os bretões e os alemães nascem com cabelos loiros. Eu não ficaria nem um pouco surpreso se esses povos algum dia se tornassem mortais para a raça humana."
Alguns autores ligam o antijudaísmo de Voltaire ao seu poligenismo. Segundo Joxe Azurmendi, esse antijudaísmo tem uma importância relativa na filosofia da história de Voltaire. No entanto, o antijudaísmo de Voltaire influenciou autores posteriores, como Ernest Renan.
Voltaire tinha, no entanto, um amigo judeu, Daniel de Fonseca, a quem ele estimava muito, chegando a proclamá-lo como "o único filósofo, talvez, entre os judeus de seu tempo".
Voltaire condenou a perseguição aos judeus em várias ocasiões, incluindo em seu poema épico Henriade, e nunca defendeu a violência ou ataques contra eles. Segundo o historiador Will Durant, Voltaire elogiou a simplicidade, sobriedade, regularidade e a indústria dos judeus, mas posteriormente tornou-se fortemente antissemita após algumas transações financeiras pessoais e desentendimentos com banqueiros judeus. Em seu Essai sur les moeurs, Voltaire denunciou os antigos hebreus em linguagem forte. As passagens antissemitas no Dicionário Filosófico de Voltaire foram criticadas por Isaac em 1762. Posteriormente, Voltaire concordou com a crítica às passagens antissemitas e afirmou que a carta de Isaac o convenceu de que havia "pessoas altamente inteligentes e cultas" entre os judeus e que ele estava "errado ao atribuir a toda uma nação os vícios de alguns indivíduos". Ele também prometeu revisar as passagens ofensivas para edições futuras do Dicionário Filosófico, mas não o fez.

### Confucionismo (ou o "modelo chinês")
As obras atribuídas a Confúcio foram traduzidas para as línguas europeias através da atuação dos missionários jesuítas na China. Matteo Ricci foi um dos primeiros a relatar os ensinamentos de Confúcio, e o padre Prospero Intorcetta escreveu sobre a vida e as obras de Confúcio em latim em 1687.

Traduções de textos confucionistas influenciaram os pensadores europeus da época, particularmente entre os deístas e outros grupos filosóficos do Iluminismo, que esperavam melhorar a moral e as instituições europeias com as doutrinas serenas do Oriente. Voltaire compartilhava essas esperanças, vendo o racionalismo confucionista como uma alternativa ao dogma cristão. Ele elogiou a ética e a política de Confúcio, retratando a hierarquia sociopolítica da China como um modelo para a Europa.
Confúcio não tem interesse na falsidade; ele não pretendia ser profeta; não alegava inspiração; não ensinava uma nova religião; não usava ilusões; não lisonjeava o imperador sob quem viveu…

Voltaire
Com a tradução de textos confucionistas durante o Iluminismo, o conceito de meritocracia alcançou os intelectuais do Ocidente, que viam isso como uma alternativa ao tradicional Ancien Régime da Europa. Voltaire escreveu favoravelmente sobre a ideia, afirmando que os chineses haviam "aperfeiçoado a ciência moral" e defendendo um sistema econômico e político seguindo o modelo chinês.

## Morte
Voltaire morreu em 30 de maio de 1778. A revista lhe exalta como "o maior, o mais ilustre e talvez o único monumento desta época gloriosa em que todos os talentos, todas as artes do espírito humano pareciam haver se elevado ao mais alto grau de sua perfeição".
A família quis que seus restos repousassem na abadia de Scellieres. Em 2 de junho, o bispo de Troyes, em uma breve nota, proíbe severamente ao prior da abadia que enterre no Sagrado o corpo de Voltaire. Mas no dia seguinte, o prior responde ao bispo que seu aviso chegara tarde, porque — efetivamente — o corpo do filósofo já tinha sido enterrado na abadia. Livros históricos afirmam que ele tentou destruir a Igreja a favor da maçonaria.
A Revolução trouxe em triunfo os restos de Voltaire ao Panteão de Paris — antiga igreja de Santa Genoveva — , dedicada aos grandes homens. Na escura cripta, frente à de seu inimigo Rousseau, permanece até hoje a tumba de Voltaire com este epitáfio:
"Aos louros de Voltaire. A Assembleia Nacional decretou em 30 de maio de 1791 que havia merecido as honras dadas aos grandes homens".

## Legado

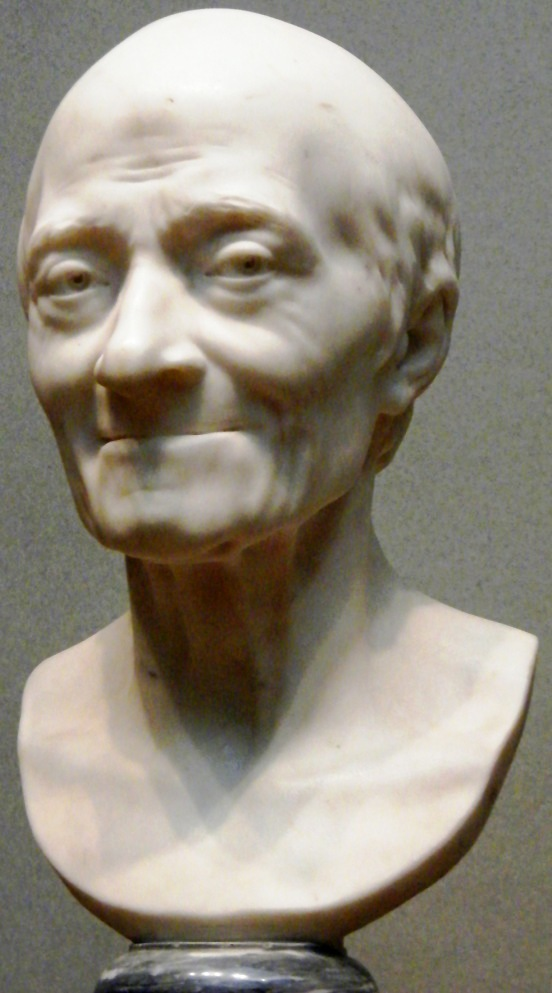
Voltaire, por Jean-Antoine Houdon, 1778 (Galeria Nacional de Arte)

Voltaire percebeu a burguesia francesa como muito pequena e ineficaz, a aristocracia como parasita e corrupta, os plebeus como ignorantes e supersticiosos, e a Igreja como uma força estática e opressiva útil apenas ocasionalmente como contrapeso à ganância dos reis, embora com demasiada frequência, ainda mais voraz em si. Voltaire desconfiava da democracia, que via como propagadora da idiotice das massas. Voltaire pensou por muito tempo que apenas um monarca esclarecido poderia trazer mudanças, dadas as estruturas sociais da época e as taxas extremamente altas de analfabetismo, e que era do interesse racional do rei melhorar a educação e o bem-estar de seus súditos. Mas suas decepções e desilusões com Frederico, o Grande, mudou um pouco sua filosofia e logo deu à luz uma de suas obras mais duradouras, sua novela Candide, ou l'Optimisme, que termina com uma nova conclusão do quietismo: "Cabe para nós cultivarmos nosso jardim." Seus ataques mais polêmicos e ferozes contra a intolerância e as perseguições religiosas de fato começaram a aparecer alguns anos depois. Cândido também foi queimado, e Voltaire, brincando, afirmou que o verdadeiro autor era um certo 'Demad' em uma carta, onde reafirmou as principais posições polêmicas do texto.
Ele é lembrado e homenageado na França como um polemista corajoso que lutou incansavelmente pelos direitos civis (como o direito a um julgamento justo e a liberdade religiosa) e que denunciou as hipocrisias e injustiças do Antigo Regime, que envolvia um equilíbrio injusto de poder e impostos entre os três Estados: clero e nobres de um lado, os plebeus e a classe média, que arcavam com a maior parte dos impostos, do outro. Ele particularmente tinha admiração pela ética e pelo governo exemplificados pelo filósofo chinês Confúcio.
Voltaire também é conhecido por muitos aforismos memoráveis, como "Si Dieu n'existait pas, il faudrait l'inventer" ("Se Deus não existisse, seria necessário inventá-lo"), contido em uma epístola em verso de 1768, dirigido ao autor anônimo de uma polêmica obra sobre Os Três Impostores. Mas, longe de ser a observação cínica que muitas vezes é tomada, pretendia ser uma réplica a oponentes ateus como d'Holbach, Grimm e outros.
Ele teve seus detratores entre seus colegas posteriores. O escritor vitoriano escocês Thomas Carlyle argumentou que "Voltaire leu a história, não com o olhar de um vidente devoto ou mesmo crítico, mas através de um par de meros óculos anticatólicos."
A cidade de Ferney, onde Voltaire viveu os últimos vinte anos de sua vida, foi oficialmente chamada de Ferney-Voltaire em homenagem ao seu residente mais famoso, em 1878. Seu château é um museu. A biblioteca de Voltaire é preservada intacta na Biblioteca Nacional da Rússia em São Petersburgo. Na Zurique de 1916, o grupo de teatro e performance que se tornaria o primeiro movimento dadaísta de vanguarda batizou seu teatro de Cabaret Voltaire. Mais tarde, um grupo de música industrial do final do século XX adotou o mesmo nome. Os astrônomos atribuíram seu nome à cratera Voltaire em Deimos e o asteroide 5676 Voltaire.
Voltaire também era conhecido por ter sido um defensor do café, bebendo-o o tempo todo: cinquenta vezes ao dia, de acordo com Frederico, o Grande; três vezes ao dia, disse Wagniere. Foi sugerido que grandes quantidades de cafeína estimularam sua criatividade. Sua sobrinha-neta era mãe de Pierre Teilhard de Chardin, um filósofo católico e padre jesuíta. Seu livro Candide foi listado como um dos Os 100 Livros Que Mais Influenciaram a Humanidade, de Martin Seymour-Smith.
Na década de 1950, o bibliógrafo e tradutor Theodore Besterman começou a coletar, transcrever e publicar todos os escritos de Voltaire. Ele fundou o Instituto e Museu Voltaire em Genebra, onde começou a publicar volumes coletados da correspondência de Voltaire. Com sua morte em 1976, ele deixou sua coleção para a Universidade de Oxford, onde a Fundação Voltaire se estabeleceu como um departamento. A Fundação continuou a publicar as Obras Completas de Voltaire, uma série cronológica completa com conclusão prevista para 2018 com cerca de duzentos volumes, cinquenta anos após o início da série. Também publica a série Oxford University Studies in the Enlightenment, iniciada por Bestermann como Studies on Voltaire and the Eighteenth Century, que atingiu mais de quinhentos volumes.

## Obras

### Não-ficcionais
- Cartas sobre os Quakers (1727)
- Cartas sobre a nação inglesa (Londres, 1733) (versão francesa intitulada Lettres philosophies sur les Anglais, Ruão, 1734), revisada como Cartas sobre os ingleses (cerca de 1778)
- "Le Mondain" (1736)
- Sete Discursos em Verso sobre o Homem (1738)
- Os Elementos da Filosofia de Sir Isaac Newton (1738; 2.ª edição expandida em 1745)
- Dicionário filosófico (1752)
- O Sermão dos Cinquenta (1759)
- O Caso Calas: Um Tratado sobre Tolerância (1762)
- Tratado sobre a Tolerância (1763)
- O que agrada às senhoras (1764)
- Ideias republicanas (1765)
- A Filosofia da História (1765)
- Perguntas sobre Milagres (1765)
- O Ingênuo (1767)
- A Princesa da Babilônia (1768)
- Das Singularidades da Natureza (1768)
- Os Diálogos de Evêmero (1777)

#### História
- História de Carlos XII, Rei da Suécia (1731)
- A Era de Luís XIV (1751)
- A Era de Luís XV (1746–1752; publicado separadamente em 1768)
- Anais do Império – Carlos Magno, AD 742 – Henrique VII 1313, vol. I (1754)
- Anais do Império – Luís da Baviera, 1315 a Fernando II 1631 Vol. II (1754)
- Ensaio sobre a História Universal, os Costumes e o Espírito das Nações (1756)
- História do Império Russo sob Pedro, o Grande (Vol. I 1759; Vol. II 1763)

### Novelas
- O Porteiro da Rua Caolho, Cosi-sancta (1715)
- Micromégas (1738)
- O Mundo Como Está (1750)
- Memnon (1750)
- Bababec e os Faquires (1750)
- Timão (1755)
- O Sonho de Platão (1756)
- As Viagens de Scarmentado (1756)
- Os Dois Consolados (1756)
- Zadig, ou, Destino (1757)
- Cândido, ou O Otimismo (1758)
- História de um Bom Brâmane (1759)
- O Rei de Boutan (1761)
- A Cidade de Cashmere (1760)
- Uma Aventura Indiana (1764)
- O Branco e o Preto (1764)
- Jeannot e Colin (1764)
- Os Juízes Cegos das Cores (1766)
- A Princesa da Babilônia (1768)
- O Homem das Quarenta Coroas (1768)
- As Cartas de Amabed (1769)
- O Huron, ou Aluno da Natureza (1771)
- O Touro Branco (1772)
- Um Incidente de Memória (1773)
- A História de Jenni (1774)
- As Viagens da Razão (1774)
- As Orelhas de Lord Chesterfield e Capelão Goudman (1775)

### Peças
Voltaire escreveu entre cinquenta e sessenta peças, incluindo algumas inacabadas. Entre eles estão:
- Œdipe (1718)
- Artémire (1720)
- Mariamne (1724)
- Brutus (1730)
- Éryphile (1732)
- Zaïre (1732), inspiração para Zaira, ópera de Vincenzo Bellini (1829)
- Alzire, ou les Américains (1736), inspiração para Alzira, ópera de Giuseppe Verdi (1845)
- Zulima (1740)[99]
- Mahomet (1741)
- Mérope (1743)
- La princesse de Navarre (1745)
- Sémiramis (1748), inspiração para Semiramide, ópera de Gioachino Rossini (1823)
- Nanine (1749)

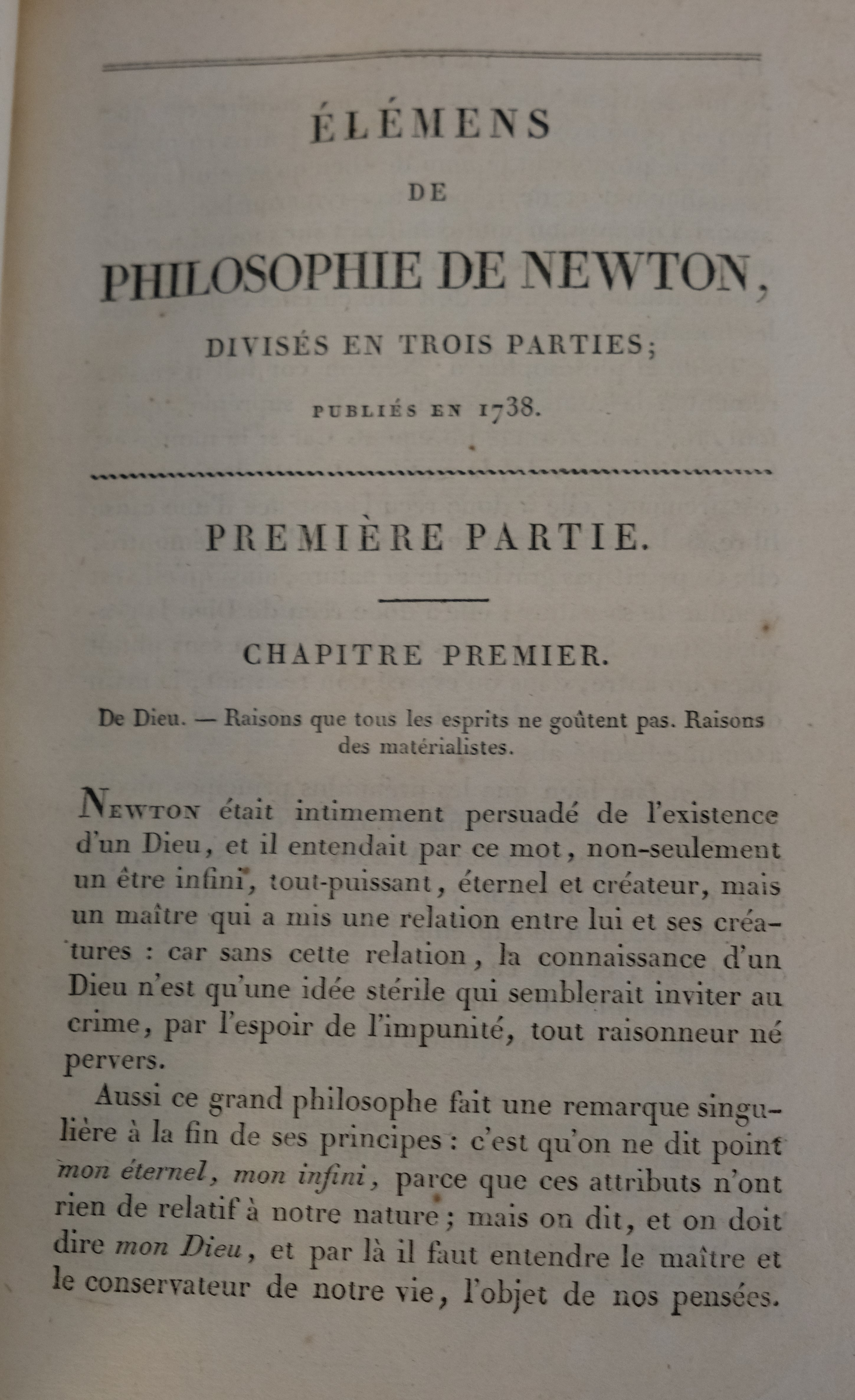
Primeira página do volume 19 das Obras Completas de Voltaire. Nova edição (1818)

- Primeira página do volume 19 das Obras Completas de Voltaire. Nova edição (1818)L'Orphelin de la Chine (1755)[85][b]
- Socrate (publicado em 1759)
- La Femme qui a Raison (1759)
- Tancrède (1760), inspiração para Tancredi, ópera de Gioachino Rossini (1813)
- Don Pèdre, roi de Castille (1774)
- Sophonisbe (1774)
- Irène (1778)
- Agathocle (1779)

### Obras coletadas
- Oeuvres complètes de Voltaire, A. Beuchot (ed.). 72 vols. (1829–1840)
- Oeuvres complètes de Voltaire, Louis E.D. Moland e G. Bengesco (eds.). 52 vols. (1877–1885)
- Oeuvres complètes de Voltaire, Theodore Besterman, et al. (eds.). 144 vols. (1968–2018)